# Traviès
 (août 2016).
Si vous disposez d'ouvrages ou d'articles de référence ou si vous connaissez des sites web de qualité traitant du thème abordé ici, merci de compléter l'article en donnant les références utiles à sa vérifiabilité et en les liant à la section « Notes et références ».
Charles-Joseph Traviès de Villers, dit Traviès, né le 21 février 1804 à Wülflingen dans le canton de Zurich, et mort le 13 août 1859 à Paris, est un peintre et caricaturiste suisse, naturalisé français.

## Biographie
Élève de François-Joseph Heim et de l'École des beaux-arts de Paris, Traviès commence une carrière de peintre de genre, faisant ses débuts au Salon de peinture et de sculpture en 1823. Il n'aura jamais aucun succès dans ce domaine, si ce n'est une commande de l'État, en 1853, pour un Jésus et la Samaritaine. C'est dans le domaine de la caricature qu'il se fera connaître. Il collabore aux journaux La Caricature et Le Charivari, dirigés par Charles Philipon. C'est là qu'il crée en 1832 son personnage de Mayeux (parfois aussi Mahieux), un bossu qui incarne tous les défauts de la bourgeoisie sous Louis-Philippe. Tous les grands caricaturistes parisiens de l'époque reprendront le personnage de Mayeux : Daumier, Grandville, Robillard, Delaporte. Balzac lui-même écrira sous pseudonyme deux articles : M. Mahieux au bal de l'Opéra et M. Mahieux en société. Il inspira un couple de personnages typiques du Carnaval de Paris.
La loi sur la presse du 9 septembre 1835 proscrit la caricature politique, et Traviès, comme beaucoup de ses collègues, se lance dans le dessin de mœurs, s'intéressant aux comportements populaires et aux petits métiers. Il illustre par ailleurs des romans de Balzac.
Il est le frère du peintre animalier Édouard Traviès.

Œuvres de Traviès
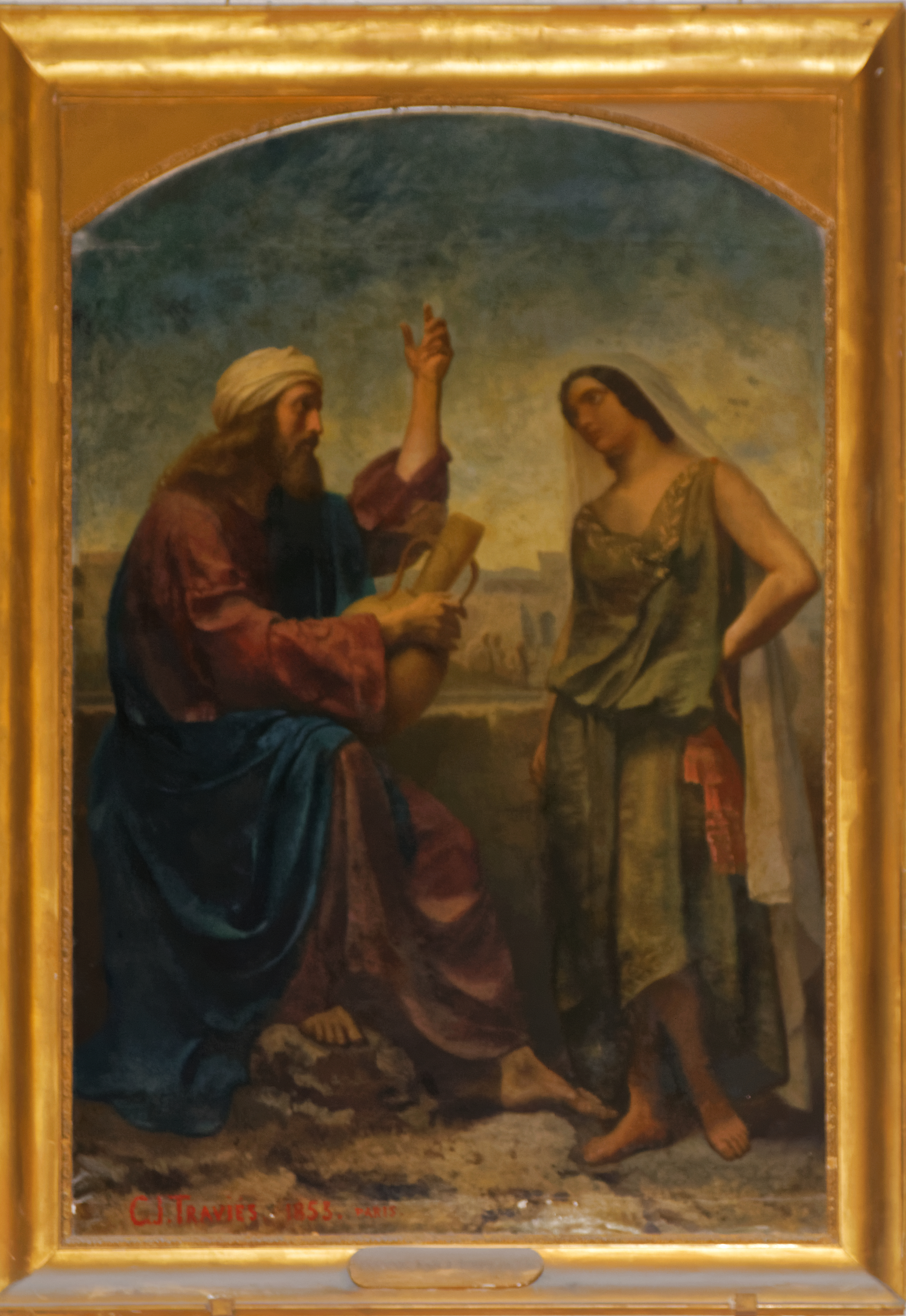
Jésus et la Samaritaine (1853), abbatiale Saint-Gilles de Saint-Gilles.
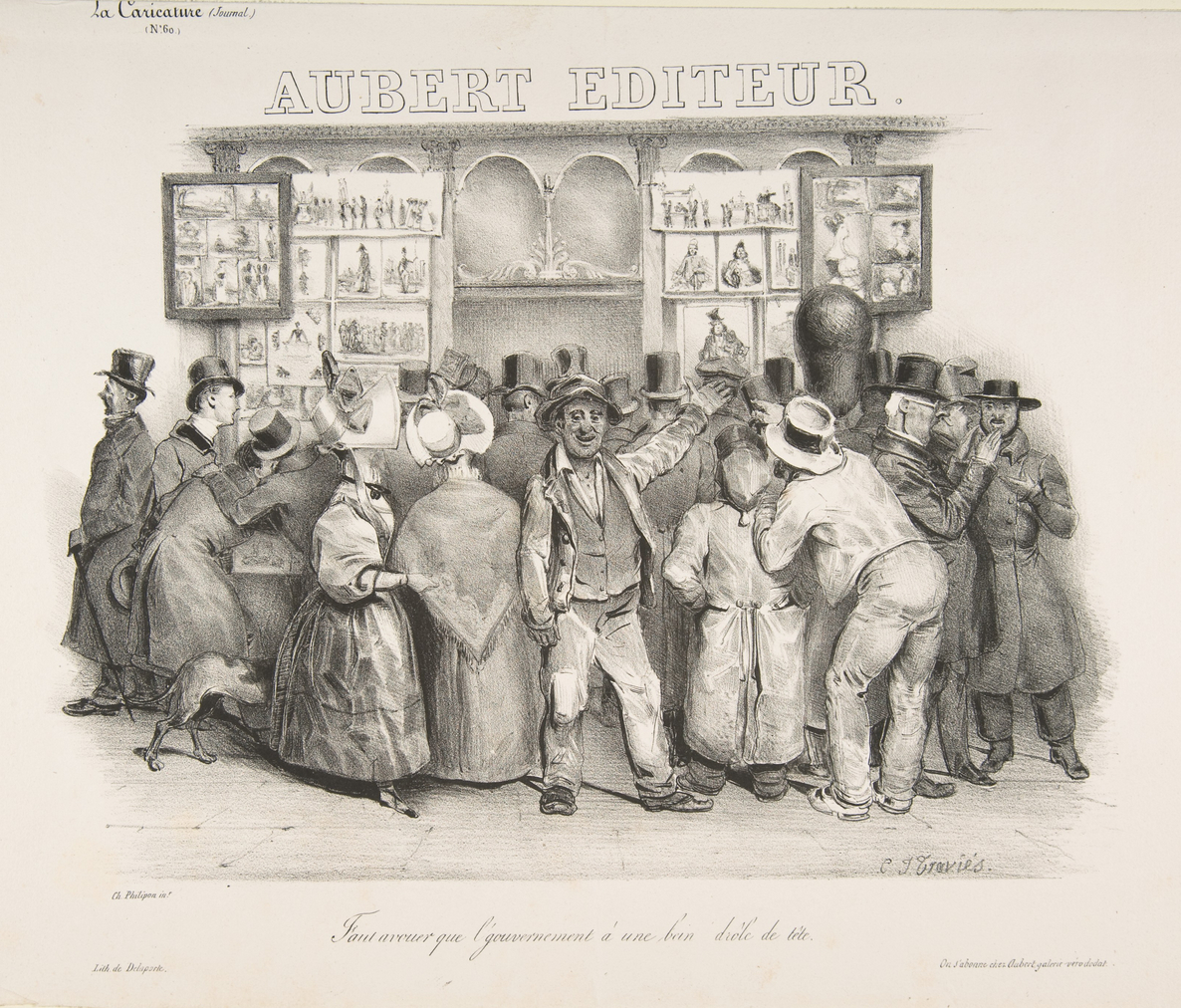
Faut avouer que l'gouvernement à une bien drôle de tête, paru dans La Caricature  du 22 décembre 1831.